# Ekstraklasa kobiet w tenisie stołowym (2002/2003)
Ekstraklasa kobiet w tenisie stołowym 2002/2003 – 55. edycja rozgrywek pierwszego poziomu ligowego kobiet w Polsce. Brało w niej udział 8 drużyn.
Triumfatorem rozgrywek został KTS Sandomierz, który w meczach finałowych pokonał LUKS Cekol Stawiguda. Brązowy medal zdobył AZS WSP Print Cycero Częstochowa.

## System rozgrywek
Rozgrywki prowadzone były z udziałem 8 drużyn i były podzielone na dwie fazy: zasadniczą i play-off.
Pierwsza faza zasadnicza składa się z dwóch rund. Pierwsza runda rozgrywana jest systemem każdy z każdym. W drugiej rundzie gospodarzami spotkań w drugiej rundzie są drużyny, które w pierwszej rundzie w meczu pomiędzy tymi samymi drużynami grały na wyjazdach. Za zwycięstwo drużyny otrzymują 2 punkty, zaś za porażkę nie otrzymują punktów.
Druga faza zasadnicza składa się z fazy mistrzostzowskiej i spadkowej. Podobnie jak pierwsza faza pierwsza rozgrywana jest systemem każdy z każdym.

## Kluby
| Klub                             | Sezon 2001/2002 |
| -------------------------------- | --------------- |
| AZS WSP Print Cycero Częstochowa | 4. miejsce      |
| BKS Wanda Kraków                 | Awans z 1. ligi |
| GLKS Mago Wanzl Scania Nadarzyn  | 8. miejsce      |
| KS Bronowianka Akropol Kraków    | 6. miejsce      |
| KTS Sandomierz                   | Mistrz          |
| KU AZS AE Wrocław                | 5. miejsce      |
| LUKS Cekol Stawiguda             | 3. miejsce      |
| Ośrodek PZTS Kraków              | 9. miejsce      |

## Pierwsza faza zasadnicza
| Poz. | Drużyna                          | M  | Z  | P  | Pojedynki | Punkty |
| ---- | -------------------------------- | -- | -- | -- | --------- | ------ |
| 1.   | KTS Sandomierz                   | 14 | 13 | 1  | 41:8      | 26     |
| 2.   | LUKS Cekol Stawiguda             | 14 | 11 | 3  | 34:18     | 22     |
| 3.   | AZS WSP Print Cycero Częstochowa | 14 | 8  | 6  | 29:19     | 16     |
| 4.   | KS Bronowianka Akropol Kraków    | 14 | 8  | 6  | 27:27     | 16     |
| 5.   | KU AZS AE Wrocław                | 14 | 5  | 9  | 22:31     | 10     |
| 6.   | GLKS Mago Wanzl Scania Nadarzyn  | 14 | 4  | 10 | 20:33     | 8      |
| 7.   | Ośrodek PZTS Kraków              | 14 | 3  | 11 | 14:36     | 6      |
| 8.   | BKS Wanda Kraków                 | 14 | 3  | 11 | 17:32     | 6      |

     Faza mistrzowska
     Faza spadkowa

## Druga faza zasadnicza

### Runda mistrzowska
| Poz. | Drużyna                          | M  | Z  | P  | Pojedynki | Punkty |
| ---- | -------------------------------- | -- | -- | -- | --------- | ------ |
| 1.   | KTS Sandomierz                   | 20 | 18 | 2  | 57:18     | 36     |
| 2.   | LUKS Cekol Stawiguda             | 20 | 14 | 6  | 48:31     | 28     |
| 3.   | AZS WSP Print Cycero Częstochowa | 20 | 12 | 8  | 45:30     | 24     |
| 4.   | KS Bronowianka Akropol Kraków    | 20 | 8  | 12 | 33:45     | 16     |

### Faza spadkowa
| Poz. | Drużyna                         | M  | Z | P  | Pojedynki | Punkty |
| ---- | ------------------------------- | -- | - | -- | --------- | ------ |
| 5.   | KU AZS AE Wrocław               | 20 | 9 | 11 | 35:39     | 18     |
| 6.   | GLKS Mago Wanzl Scania Nadarzyn | 20 | 8 | 12 | 36:44     | 16     |
| 7.   | Ośrodek PZTS Kraków             | 20 | 5 | 15 | 21:50     | 10     |
| 8.   | BKS Wanda Kraków                | 20 | 5 | 15 | 25:43     | 10     |

## Medaliści
| Lp. | Drużyna                          |
| --- | -------------------------------- |
| 1.  | KTS Sandomierz                   |
| 2.  | LUKS Cekol Stawiguda             |
| 3.  | AZS WSP Print Cycero Częstochowa |